# Contea di Zanhuang
La contea di Zanhuang (赞皇县S, Zànhuáng XiànP) è una contea della Cina, situata nella provincia di Hebei e amministrata dalla prefettura di Shijiazhuang.